# Burg Wangen-Bellermont
Die Burg Wangen-Bellermont liegt im Südtiroler Sarntal auf dem Gebiet der Gemeinde Ritten.

## Geschichte
Die Burg entstand in den Jahren nach 1209, als Albero und Bertold von Wangen von Bischof Friedrich von Trient mit dem Burghügel Langegg (cum dosso et costa de Lankecco) in der Sarntaler Schlucht belehnt wurden; die Anlage wurde spätestens 1237 fertiggestellt. Erbauer waren die Edelfreien von Wangen, Vertrauensleute der Bischöfe von Trient. Den größten Teil des Jahres lebte das Geschlecht jedoch nicht in Burg Wangen-Bellermont, die ihren Namen trägt, sondern meist in der günstiger und näher an Bozen gelegenen kleinen Burg Ried oder dem nahen Runkelstein.
Die Wangener nannten sich ursprünglich „von Burgus“ und hatten ihren Stammsitz bei Burgeis im Vinschgau. Im 12. Jahrhundert übersiedelten sie in die Bozner Gegend und errichteten auf dem Johanneskofel unterhalb des heutigen Dorfs Wangen eine erste Burg. In den ersten beiden Jahrzehnten des 13. Jahrhunderts entstand dann Wangen-Bellermont als neuer, standesgemäßer Sitz der Familie. Da Wangen-Bellermont aber abseits und daher ungünstig gelegen war, brachten die von Wangen Ried in ihren Besitz und errichteten Schloss Runkelstein.
In den Auseinandersetzungen zwischen dem Bischof von Trient und dem Grafen Meinhard II. von Tirol scheint die Burg Wangen-Bellermont 1277 zerstört worden zu sein. Wahrscheinlich blieb sie über mehr als 200 Jahre Ruine, ehe sie kurz nach 1500 wieder zu einem bewohnbaren Gebäude hergerichtet wurde. 1615 erwarb Marx Sittich von Wolkenstein die Burg, die 1766 jedoch wieder zu einer Ruine herabgesunken war. Im 20. Jahrhundert wurde die Burg wieder bewohnbar gemacht und ist heute in Privatbesitz.